# Sławomir Miklaszewski
Sławomir Andrzej Miklaszewski (ur. 11 listopada 1874 w Augustowie, zm. 5 stycznia 1949 w Iłży) – polski naukowiec, gleboznawca, profesor Politechniki Warszawskiej, twórca „polskiej szkoły gleboznawstwa“, encyklopedysta.

## Życiorys

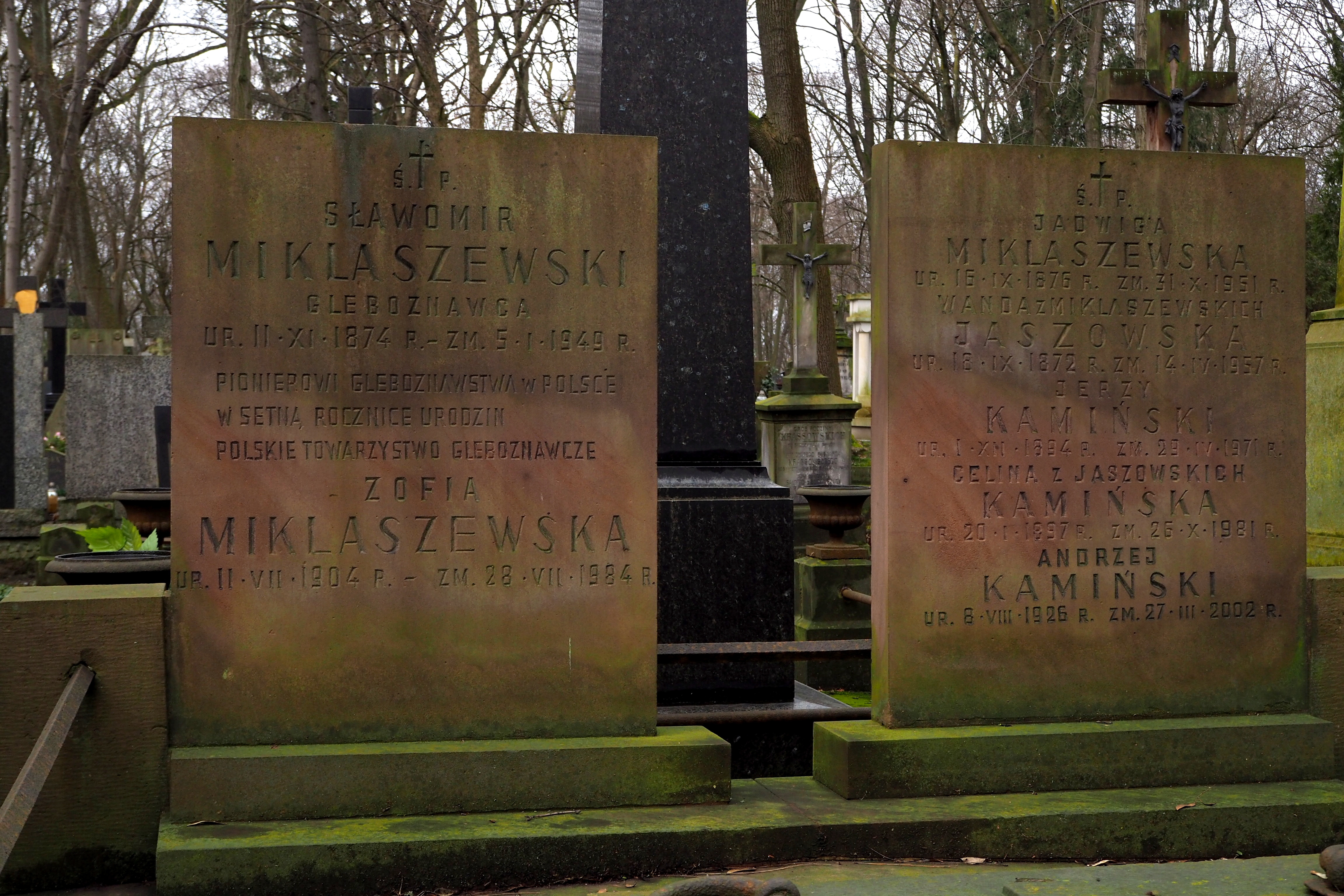
Grób Sławomira Miklaszewskiego na cmentarzu Powązkowskim w Warszawie

Urodził się w rodzinie Jana Andrzeja (1834–1906) i Celiny Magdaleny z Brzozowskich (1846–1899). Ukończył studia na Uniwersytecie Warszawskim w 1899 r., gdzie studiował głównie chemię analityczną. Przez następne dwa lata piastował stanowisko starszego asystenta przy Katedrze Chemii Rolniczej w Uniwersytecie Jagiellońskim w Krakowie. Od 1901 r. organizował Pracownię Gleboznawczą przy warszawskim Muzeum Przemysłu i Rolnictwa, której został później kierownikiem. W 1919 r. Pracownia została włączona do Politechniki Warszawskiej, gdzie, jako profesor, Miklaszewski pracował do końca życia.
Profesor Miklaszewski był aktywny na polu dydaktycznym, naukowym, organizacyjnym oraz publikacyjnym. Utworzył on zręby oryginalnej polskiej szkoły gleboznawczej, opisującej gleby jako twór zarówno warunków geologicznych, jak i hydro-klimatycznych. W tym duchu opracował „Zarys klasyfikacji prowizorycznej gleb Polski”. Do najważniejszych jego publikacji kartograficznych należą przeglądowa mapa gleb Królestwa Polskiego w skali 1: 500 000 (1907), pierwsza na świecie mapa gleboznawcza obejmująca tak znaczny obszar, a także mapa „Gleby Polski” (1927) i „Mapa gleb Litwy” (1924), obie w skali 1 : 500 000.
Sławomir Miklaszewski był światowej sławy naukowcem i wprowadził do międzynarodowej nomenklatury gleboznawczej polski termin „rędzina“ (rendzina), który jest używany do nazwania kamienistych gleb powstałych ze skał węglanowych.
Był również encyklopedystą, edytorem Praktycznej encyklopedii gospodarstwa wiejskiego. Napisał w ramach tego cyklu encyklopedycznego tom nr 27-30, Powstawanie i kształtowanie się gleby .
Uchwałą z dnia 29 lipca 1950 r. Prezydium Rządu przyznało mu (pośmiertnie) Państwową Nagrodę Naukową III stopnia (zespołową) w dziedzinie nauk rolniczo-leśnych za opracowanie mapy gleb polskich w skali 1:1 000 000.
Zmarł 5 stycznia 1949 r. w Iłży, pochowany na cmentarzu Powązkowskim w Warszawie (kwatera J-5-24,25).

## Ordery i odznaczenia
- Krzyż Komandorski Orderu Odrodzenia Polski (27 listopada 1929)[5]